# 스프린터 (영화)
《스프린터》는 2023년에 개봉한 대한민국의 영화이다.

## 캐스팅
- 박성일 : 현수 역
- 공민정 : 지현 역
- 임지호 : 준서 역
- 전신환 : 지완 역
- 송덕호 : 정호 역
- 최준혁 : 형욱 역